# Нижньоюрківська вулиця
Нижньою́рківська ву́лиця — вулиця в Подільському районі міста Києва, місцевість Юрковиця. Пролягає від Кирилівської вулиці до вулиці Стара Поляна та вулиці Князя Володимира Мономаха. До вулиці прилучається Нижньоюрківський провулок.

## Історія
Вулиця разом з нинішньою Юрківською вулицею, що на Подолі, утворювали єдину Юрківську вулицю , і під цією назвою  вперше згадується як запроєктована в період 1830–1839 років, у 1859 році офіційно відкрита для проїзду. Назва Юрківська походить від річки Юрковиця (Сверховиця), яка впадала у Почайну, і вздовж русла якої пролягала вулиця. Нині по її руслу і лежать дві вулиці Нижньоюрківська та Юрківська. Єдина  Юрківська вулиця на картах після 1905 року вже згадується як дві окремих: Велика Юрківська , що піднімалася на гору до вулиці Печенізька; та Юрківська. Велику Юрківську вулицу після 1929 подовжено та розбито на дві: Верхньоюрківську, що нині зветься Князя Володимира Мономаха, та Нижньоюрківську. 
У XIX — на початку XX століття існувала також Мала Юрківська вулиця (простягалася від теперішньої вулиці Академіка Ромоданова у бік Реп'яхова яру, паралельно Загорівській. Ліквідована в зв'язку зі знесенням забудови). Назву Юрківський провулок мало відгалуження Нижньоюрківської вулиці поблизу її початку (нині Нижньоюрківський провулок). Сама ж Нижньоюрківська вулиця слугує продовженням Юрківської вулиці. 

## Установи та заклади
- Відділення зв'язку № 80 (буд. № 3)
- Пожежна частина № 14 (буд. № 5)
- Військова частина 3078 Національної гвардії України (буд. № 8А)
- Київська стрічкоткацька фабрика (буд. № 31)

## Галерея

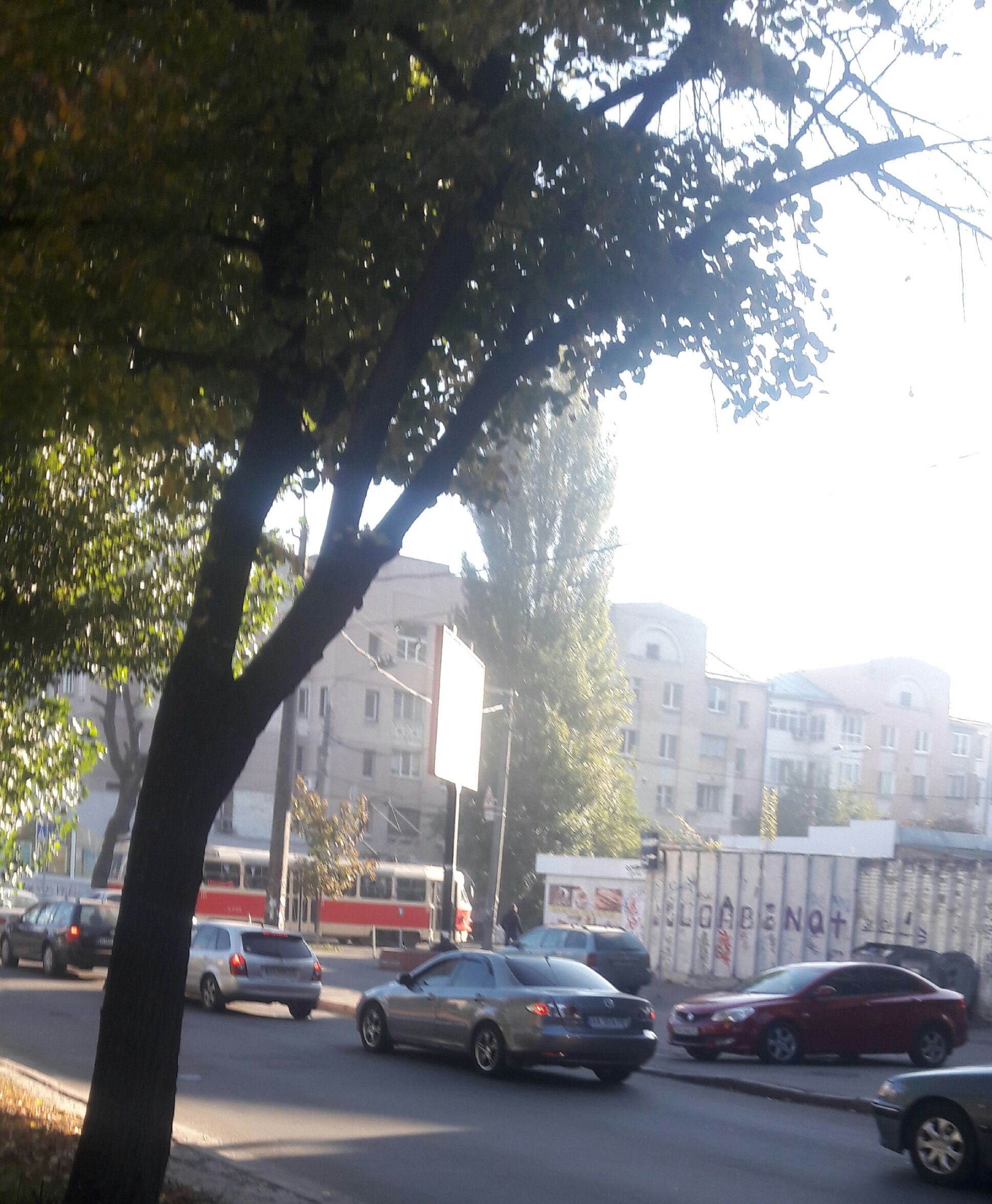
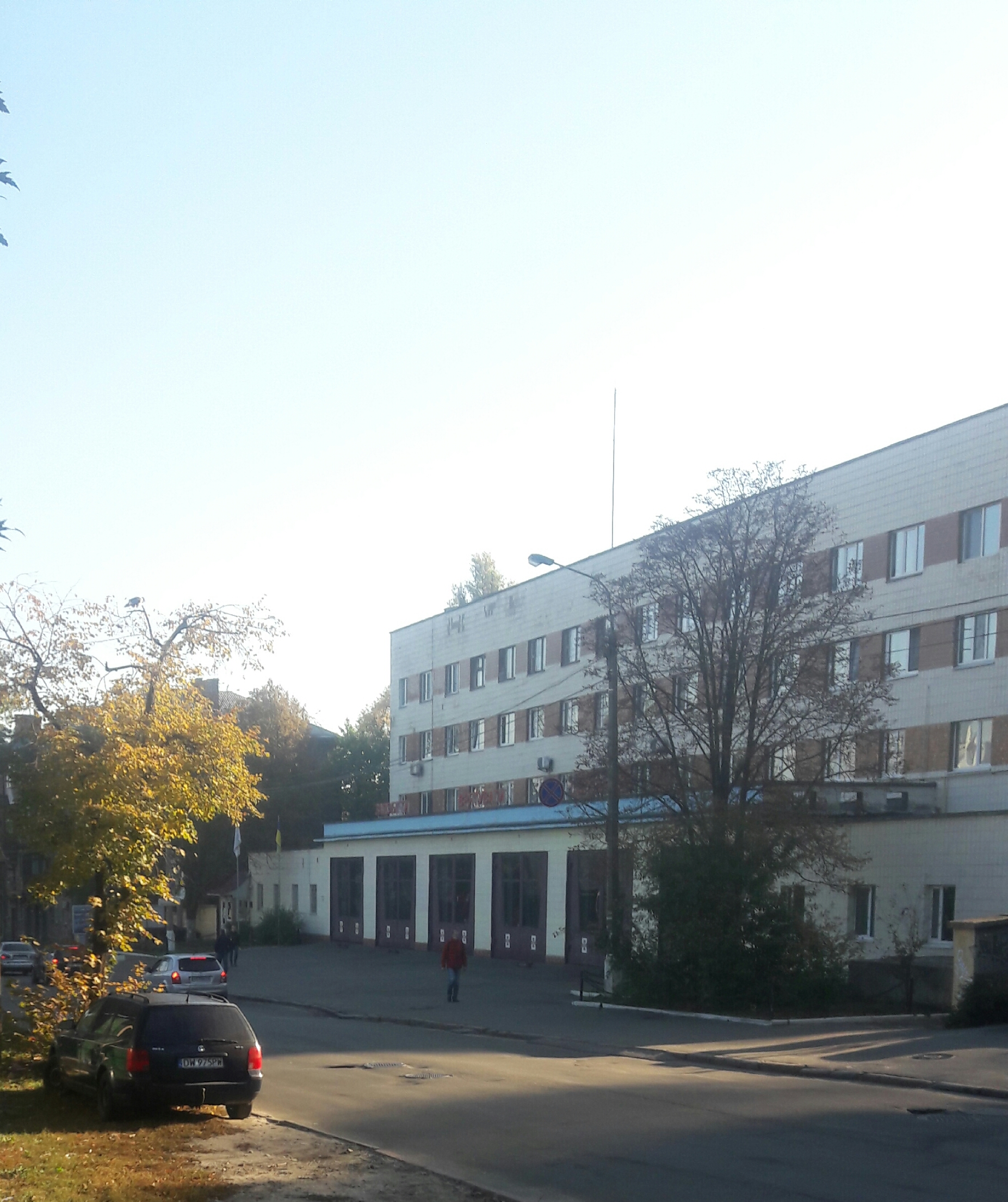
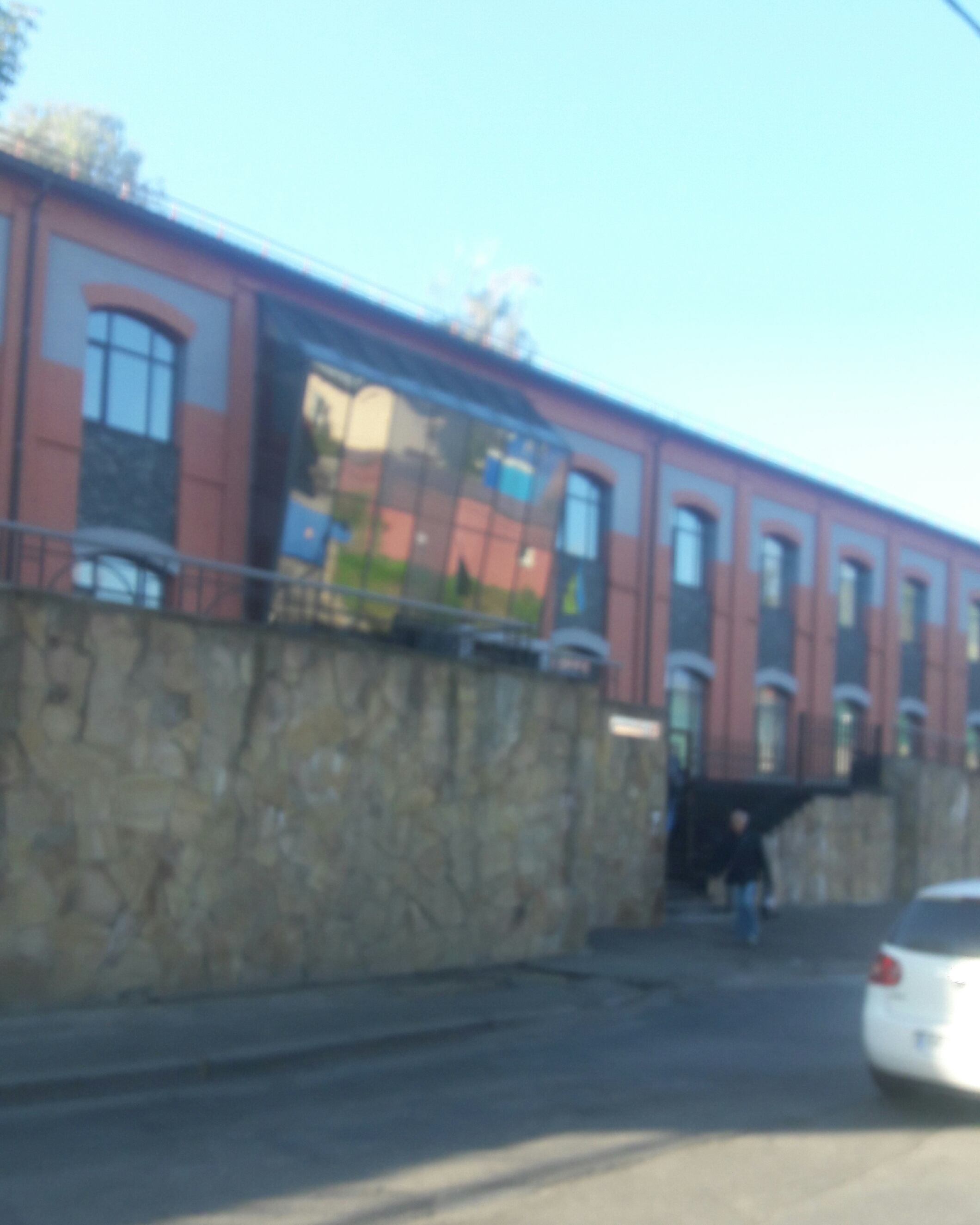